# Rågsved
Rågsved is een station van de Stockholmse metro aan lijn T19 van de groene route. Het ligt bij de gelijknamige Tunnelbaneförstad op 8,5 spoorkilometer ten zuiden van het centrale station Slussen.
Rågsved is de zuidelijkste van de vier nieuwbouw wijken die in de jaren vijftig van de twintigste eeuw aan de oost- en zuidrand van Örby zijn gebouwd. Deze wijken zijn ontworpen rond een metrostation en kennen een hoge dichtheid om voldoende reizigers voor de metro te genereren. Vanaf de opening op 19 november 1959 was het iets meer dan een jaar het zuidelijkste eindpunt van deze tak van de metro. De ingang ligt aan de westkant van het perron in een voetgangerstunnel tussen de Rågsvedtorg en de bebouwing ten zuidoosten van het station.
Vanaf de ingang gezien gaat het linker spoor naar Hässelby strand en het rechter naar Hagsätra. In 1983 werd het bronzen beeld "Fågel Grön" van de kunstenaar Björn Selder onthuld.  

## Galerij

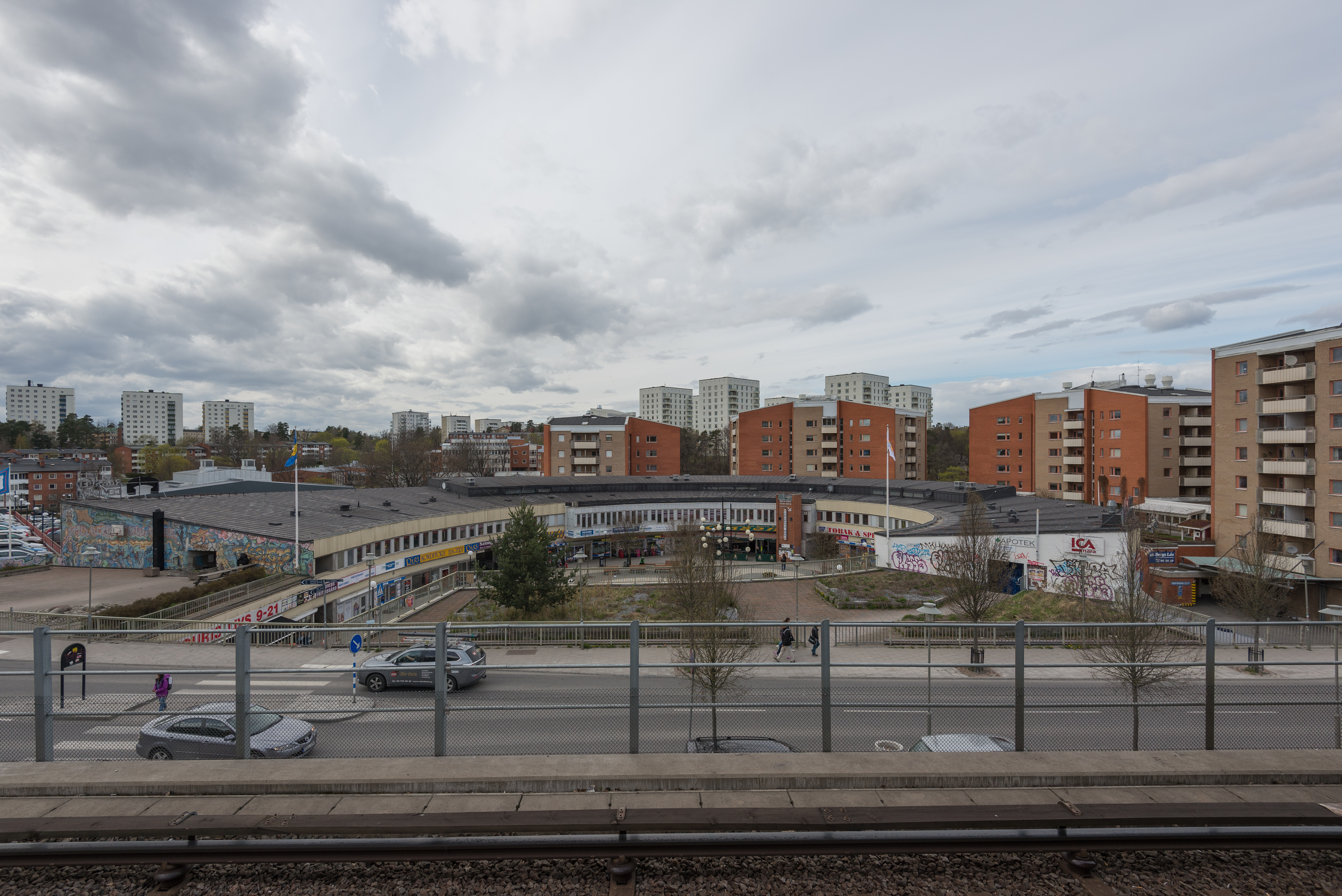
Rågsvedtorg gezien vanaf het perron
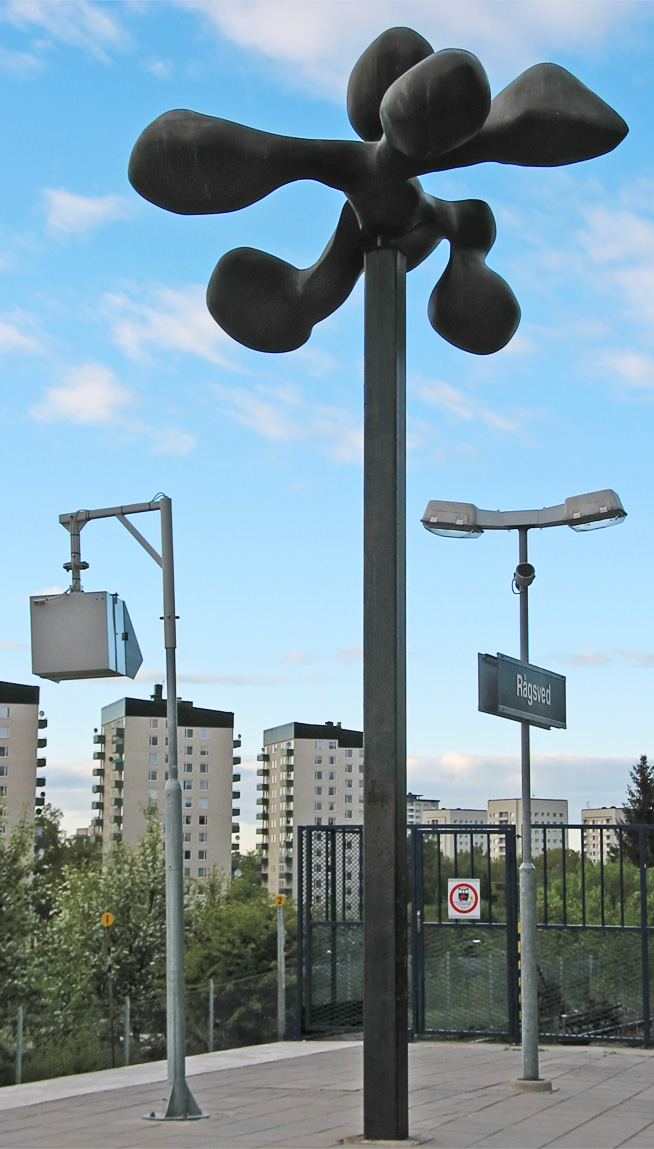
Fågel Grön op het perron
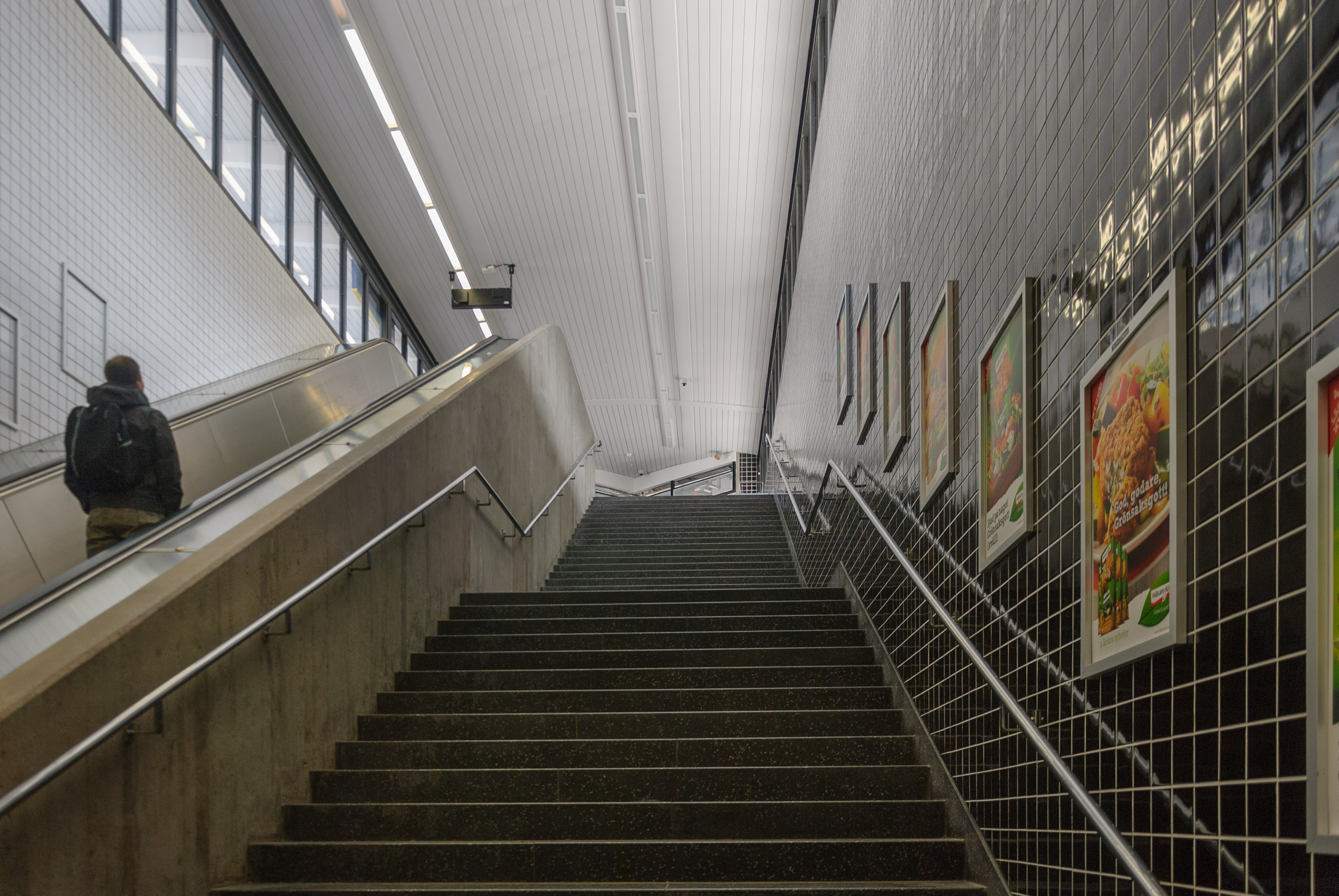
De toegangs(rol)trap naar het perron

Hässelby strand · 
Hässelby gård ·
Johannelund ·
Vällingby ·
Råcksta ·
Blackeberg ·
Islandstorget ·
Ängbyplan ·
Åkeshov· 
Brommaplan·
Abrahamsberg· 
Stora Mossen· 
Alvik · 
Kristineberg · 
Thorildsplan  · 
Fridhemsplan · 
S:t Eriksplan · 
Odenplan  · 
Rådmansgatan  · 
Hötorget · 
T-Centralen ·  
Gamla Stan · 
Slussen · 
Medborgarplatsen ·  
Skanstull · 
Gullmarsplan ·  
Globen ·
Enskede gård ·
Sockenplan ·
Svedmyra ·
Stureby ·
Bandhagen ·
Högdalen ·
Rågsved ·
Hagsätra